# Nesselburg
Die Nesselburg ist eine abgegangene Burg im Ortsteil Mehlem, einem Ortsteil der Bundesstadt Bonn im Stadtbezirk Bad Godesberg.
Die Nesselburg soll „etwa halbwegs zwischen Mehlem und Nieder-Bachem, auf der Höhe an der Mehlem-Meckenheimer Landstraße, bei dem langjährigen Schützenplatze, wo die Flur den Namen ‚an der Nesselburg‘ trägt“ gelegen haben. Die Nesselburg war ein halbsteuerfreier adeliger Sitz. In Mehlem erinnert ein Straßenname an die Nesselburg.

## Geschichte

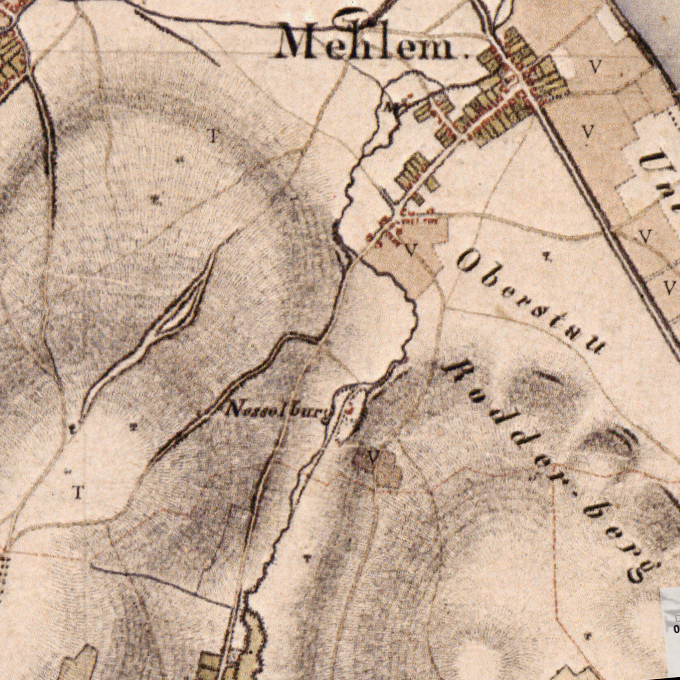
Die Lage der Nesselburg zwischen Mehlem und Niederbachem (Ausschnitt aus der Tranchotkarte)

In einer Urkunde vom 7. März 1355 überließ das Kölner Domkapitel dem Kapitel St. Gereon zu Köln unter anderem den Zehnten, welcher dem Goswin de Nesselberghe in der Pfarrei Niederbachem gehörte.
1457 wird Ritter Luther Quadt von Tomburg und 1458 Ludwig Rost von Remagen als Besitzer des Lehens erwähnt.
Im Jahre 1599 befand sich der Sitz in den Händen der Johanna von Amstel zu Minden und Londersloet, Witwe als zweite Frau des Heinrich von Metternich zu Ramelshoven, der durch seine erste Gemahlin Maria von Berg gt. Blens zu Mülenark auch Herr zu Müllenark wurde.
Ihr Sohn Johann von Metternich heiratete Mechthild von Coslar, der 1610 das Gut Gudenhaus bei Sinzig besaß, trug unter seinen Titeln auch den: Herr von Nesselburg. Nach dem Ableben dieser kinderlosen Eheleute fiel das Gut Nesselburg an die Nachkommen von Johanns Halbbruder Albrecht von Metternich aus der ersten Ehe.
Dessen Sohn Hans Dietrich von Metternich, vermählt mit Agnes Magdalena von Schöller, erhielt aus der Erbschaft der Catharina von Zweiffel für den Stamm der von Metternich zur Nesselburg u. Mülenark auch 1618 die Güter zu Bodenheim, Gladbach, Müggenhausen und Roesberg.
Um 1662 ist dessen Sohn Johann Wilhelm von Metternich zu Mülenarck und Ramelshoven (gest. 5. Juli 1673, Erbbegräbnis zu Pier) Hofinhaber zu Mehlem oberhalb des Dorfes.
Johann Wilhelm Freiherr von Metternich zu Mülenarck und Ramelshoven brachte den Sitz Nesselburg 1669, an Johann Wilhelm Freiherr von Randerath und Catharina Schall von Bell Eheleute zu Peppenhoven.
Catharina Schall von Bell zu Schwadorf, Erbin zu Peppenhoven, Gemahlin des Johann Wilhelm Freiherrn von Randerath zu Be(s)ch und Peppenhoven (gest. 1690), erhielt 1669 die Nesselburg und 4000 Rthl. in bar von Johann Wilhelm von Metternich zu Mülenarck und Ramelshoven (gest. 5. Juli 1673, Erbbegräbnis zu Pier und dessen Gemahlin Maria Mechthild von Orsbeck, gest. 1670, Erbbegräbnis zu Pier) gegen eine Schuldverschreibung über 8000 Rthl., welche sie Freiherrn Schenk von Schmittburg zu Zievel vorgeschossen hatte.
Im gleichen Jahr ward Johann Wilhelm Freiherrn von Randerath als Inhaber der Burg für seine Gemahlin „samt 36 M. Artland und 14 M. neu erworbenen Besitzes genannt.“
1670 ward der Sitz veranschlagt auf 52 1/2 M. 1 P. Artland, wovon 14 M. Baumland und 14 M. von den Bauern erworbenes Artland war.
Die Nesselburg erhielt auch den Namen Pesch, in Anlehnung an das Gut Be(s)ch (Becherhof bei Mechernich-Kommern) der Freiherrn von Randerath.
Kurz nach der Erwerbung wurde Johann Wilhelm Freiherrn von Randerath als Herr von Nesselburg bei der Kölnischen Ritterschaft aufgeschworen. Das Gut blieb nicht lange in der Familie.
Am 9. Februar 1683 verkaufte Johann Gerhard Freiherr von Randerath zu Horrig  und Be(s)ch (gest. 10. November 1702), vermählt mit Maria Catharina von Hanxleden zu Müddersheim das bereits von seinen Eltern Johann Wilhelm und Catharina verpfändete "adliche Haus, Seess und Hoff zu Nesselburgh sambt allingen darzu gehörigen Ländereyen, Jügten (Jagden), Fischerey, recht und gerechtigkeiten im Amt Mehlem" samt den Lasten der stehenden Schatz (eine Abgabe) von 16 Gulden 6 Albus, den Simplen von 14 Morgen, der Grundpacht an die Mehlemer und Bachemer Kirche; für 1650 Tlr. an das Kloster Nonnenwerth,
in welchem drei Jahre zuvor seine Schwester Arnolda Elisabeth Freiin von Randerath eingekleidet worden war.
Nach einer Beschreibung des Nesselburger Besitzes von 1751 umfasst der Grund und Boden des Gutes, "welcher vor allem am Bachemer Fußweg und am Rotterberg (der jetzige Rodderberg)" gelegen war.
Der Sitz wurde 1755, 1767, 1778, 1790 auf je 12 Jahre an Hupertz Schmitz und Maria Margaretha Schmitz, „seine Hausfrau verpachtet.“
1783 erschienen Meisterin und Konventualinnen des Klosters Kloster Nonnenwerth mit dem landtagfähigen Sitze Nesselburg.
Um 1820 wurde der Hof völlig abgetragen, so dass keine Spuren seine Stätte bezeichnen. Es ist unklar, ob die Nesselburg im Rahmen der französischen Besatzungszeit zerstört und ihre Überreste anschließend zur Gewinnung von Baumaterial abgetragen wurden.